# Граф предшествования
Граф предшествования (граф сериализации), понятие теории графов.
Граф предшествования для последовательности событий S состоит из
- узла для каждой подтвержденной транзакции в S
- стрелки из Ti в Tj если транзакция Ti предшествует или конфликтует с одной из Tj.

В заданном расписании S, охватывающем транзакции T1 и T2, T1 предшествует T2, если существуют действия A1 транзакции T1
и A2 транзакции T2, удовлетворяющие условиям:
- A1 выполняется раньше A2
- A1 и A2 адресуют один и тот же элемент данных
- Хотя бы одно из действий A1 и A2 связано с операцией записи

Граф предшествования позволяет наглядно показать, является ли расписание условно-последовательным.

## Пример
| Time | T1       | T2       | T3       |
| ---- | -------- | -------- | -------- |
| 1    | read(A)  |          |          |
| 2    |          | write(A) |          |
| 3    |          | Commit   |          |
| 4    | write(A) |          |          |
| 5    | Commit   |          |          |
| 6    |          |          | write(A) |
| 7    |          |          | Commit   |

Рассмотрим данный пример. Расписание для него будет иметь следующий вид:
S: r1(A);w2(A);w1(A);w3(A);
Чтение r1(A) транзакции T1 Выполняется раньше записи w2(A) транзакции T2. Следовательно, T1 предшествует T2. Аналогично, T2 предшествует T3.
Для этого расписания граф предшествования будет таким:
Как видно, граф не содержит циклов, следовательно расписание является условно-последовательным с учетом конфликтов.
Рассмотрим теперь другой пример.
| Time | T1       | T2       | T3       |
| ---- | -------- | -------- | -------- |
| 1    | read(A)  |          |          |
| 2    |          | write(A) |          |
| 3    |          | read(B)  |          |
| 4    |          | Commit   |          |
| 5    | write(B) |          |          |
| 6    | Commit   |          |          |
| 7    |          |          | write(A) |
| 8    |          |          | Commit   |

S: r1(A);w2(A);r2(B);w1(B);w3(A);
T1 предшествует T2, вместе с тем, T2 предшествует T1. Очевидно, граф будет содержать цикл, и это показывает, что данное расписание не является условно-последовательным.